# Lehliu
Lehliu is een gemeente in het Roemeense district Călărași en ligt in de regio Muntenië in het zuidoosten van Roemenië. De gemeente telt 2993 inwoners (2002).

## Geografie
Lehliu ligt in het noorden van Călărași. De enige plaats in Lehliu is het dorp Săpunari.
De gemeente heeft een oppervlakte van 56,68 km².

## Demografie
In 2002 had de gemeente 2993 inwoners. Volgens berekeningen van World Gazetteer telt Lehliu in 2007 ongeveer 2925 inwoners. De beroepsbevolking is 1200.

## Politiek
De burgemeester van Lehliu is Nicolae Matei. Zijn viceburgemeester is Liviu Manea, secretaris is Doru Teofil.

## Onderwijs
Er zijn twee kinderdagverblijven en twee scholen in de gemeente.

## Toerisme
Toeristische attractie in Lehliu is het motel "Hanul din Salcâm".
Alexandru Odobescu · Belciugatele · Borcea · Căscioarele · Chirnogi · Chiselet · Ciocănești · Curcani · Cuza Vodă · Dichiseni · Dor Mărunt · Dorobanțu · Dragalina · Dragoș Vodă · Frăsinet · Frumușani · Fundeni · Grădiştea · Gurbănești · Ileana · Independenţa · Jegălia · Lehliu · Luica · Lupșanu · Mânăstirea · Mitreni · Modelu · Nana · Nicolae Bălcescu · Perișoru · Plătărești · Radovanu · Roseți · Sărulești · Sohatu · Șoldanu · Spanțov · Ștefan cel Mare · Ștefan Vodă · Tămădău Mare · Ulmeni · Ulmu · Unirea · Vâlcelele · Valea Argovei · Vasilați · Vlad Țepeș